# 納齊諾事件

納齊諾地區的地圖。

納齊諾事件（俄语：Назинская трагедия）是蘇聯政府於1933年間大規模將6,000名蘇聯公民驅逐至納齊諾島（остров Назино），並造成逾4,000人死亡的事件。納齊諾島地處偏遠，位於西西伯利亞邊疆區境內的托木斯克北方約800公里處（今亚历山德罗夫斯科耶区），位置靠近鄂畢河與納齊納河的匯流處。
納齊納島被當地居民稱為「死亡之島」或「食人之島」，原因是蘇聯政府將該6,000名「特殊居民」流放至該地後，僅留下了麵粉、少量工具與單薄衣物，隨後並將這些居民遺棄於該島上，導致1933年夏季時已有約4,000名居民死亡。
蘇聯官員瓦西里·亞森維奇·維利奇科（Василий Арсеньевич Величко）呈遞了一份關於該事件的報告給當時的蘇聯領導人約瑟夫·史達林。該報告後經由拉扎爾·卡岡諾維奇散佈，並廣泛流傳於政治局成員間，隨後報告原件被儲存於新西伯利亞的檔案庫內。報告中聲稱共有6,114名「過時的公民」（指被政府認定為對社會有害或階級較低的人民）於1933年5月下旬抵達納齊諾島。這些居民自莫斯科與列寧格勒等地出發，先經由火車抵達托木斯克，後再由平底貨船被運往納齊諾島。至少27人於路途中死亡。島上並無任何掩蔽物可供遮蔽，居民們到達後的第一個夜晚即降下大雪，且蘇聯官方於頭四天內皆未分派糧食。第一天即有295人因低溫與缺乏食物而喪生。
1933年9月，西西伯利亞共產黨區域委員會成立了一個特殊委員會，調查納齊諾事件。該委員會所撰述的報告於2002年經集冊出版。

## 驅逐計畫
1933年2月，國家政治保衛總局局長亨利希·亞果達與勞造營管理總局局長馬特維·伯曼共同向史達林提出了一項「宏大的計畫」，以「特別安置」的名義將200萬名公民遷移至西伯利亞與哈薩克。這些被強迫遷居的居民將會在政府的指導下開闢約100萬公頃的土地，並在其上從事農耕、種植等活動。計畫聲稱開墾地區能夠在兩年內達到自給自足的目標。
蘇聯政府早在此計畫被提出前三年（1930年）便已將約200萬名富農與其他農業工人強迫遷移至相同地區以實施類似的計畫；1933年的計畫事實上是此1930年計畫的修改版本。然而，供給計畫所需的資源卻因集體耕作與去富農化等政策引起的大饑荒而嚴重受限。

### 流放者
原始計畫的流放對象主要針對許多不同種類的富農、小農、城市居民、居住於蘇聯西部邊疆區的居民以及微罪罪犯。1933年春季時，流放總人數已從原本的200萬人減少至100萬人。史達林於1933年5月回絕了該計畫，然而此時多數的流放者已經抵達納齊諾島。
許多受流放者原先是居住於莫斯科與列寧格勒等地而無法取得內部護照的居民。政治局於1932年12月27日開使推行全面護照化政策，並要求所有居住於主要城市的居民皆必須持有內部護照。該政策的其中一項目標是「清除蘇聯境內如莫斯科、列寧格勒等其他大都市內過剩且不事生產、亦非公務人員的居民；富農、罪犯以及其他反社會與社會危險份子亦在清掃之列。」
前業主、貿易商人、逃跑而導致饑荒蔓延至鄉村的小農、微罪罪犯或是任何經認定無法融入理想的共產階級制度內的居民均無法獲發護照。換言之，政府在踐行概略的行政手續後，即可逮捕並流放這些人；在整個程序中被流放者皆無法聲明異議。多數受逮捕的居民都會於逮捕後兩日內遭流放。
在1933年3月至7月間，85,937名居住於莫斯科的居民被捕，隨後即以未持有護照的理由遭強迫流放；同時期的列寧格勒亦有4,776人因為相同理由被捕。在莫斯科清除政策的執行下，於1933年5月1日勞動節假期前被捕的民眾被送往托木斯克中轉營，而於勞動節後被捕的民眾則送往納齊諾島。
維利奇科報告列出了部分被捕的案例：
很難說究竟有多少人因為未持有合法文件而被捕。然而，部分被流放之人隨身攜帶了個人文件：黨證與黨候選人證、全聯盟列寧主義青年共產主義聯盟證、護照、工廠文件與工廠通行證等等....
1. 諾沃日洛夫六世，來自莫斯科，職業為司機。三次獲得獎金。妻子與小孩均居住於莫斯科。某日下班後準備與妻子前往電影院觀賞電影。當時其妻子正在著裝，而他至門外抽菸，隨即被捕。
2. 谷瑟娃，一位老嫗。居住於穆羅姆。丈夫是一位老共產黨員，已在穆羅姆火車站擔任主管23年。其子亦於該地擔任見習引擎駕駛。谷瑟娃至莫斯科為其丈夫購買西裝與一些白麵包。她所持有的證件無法證明其身分.....

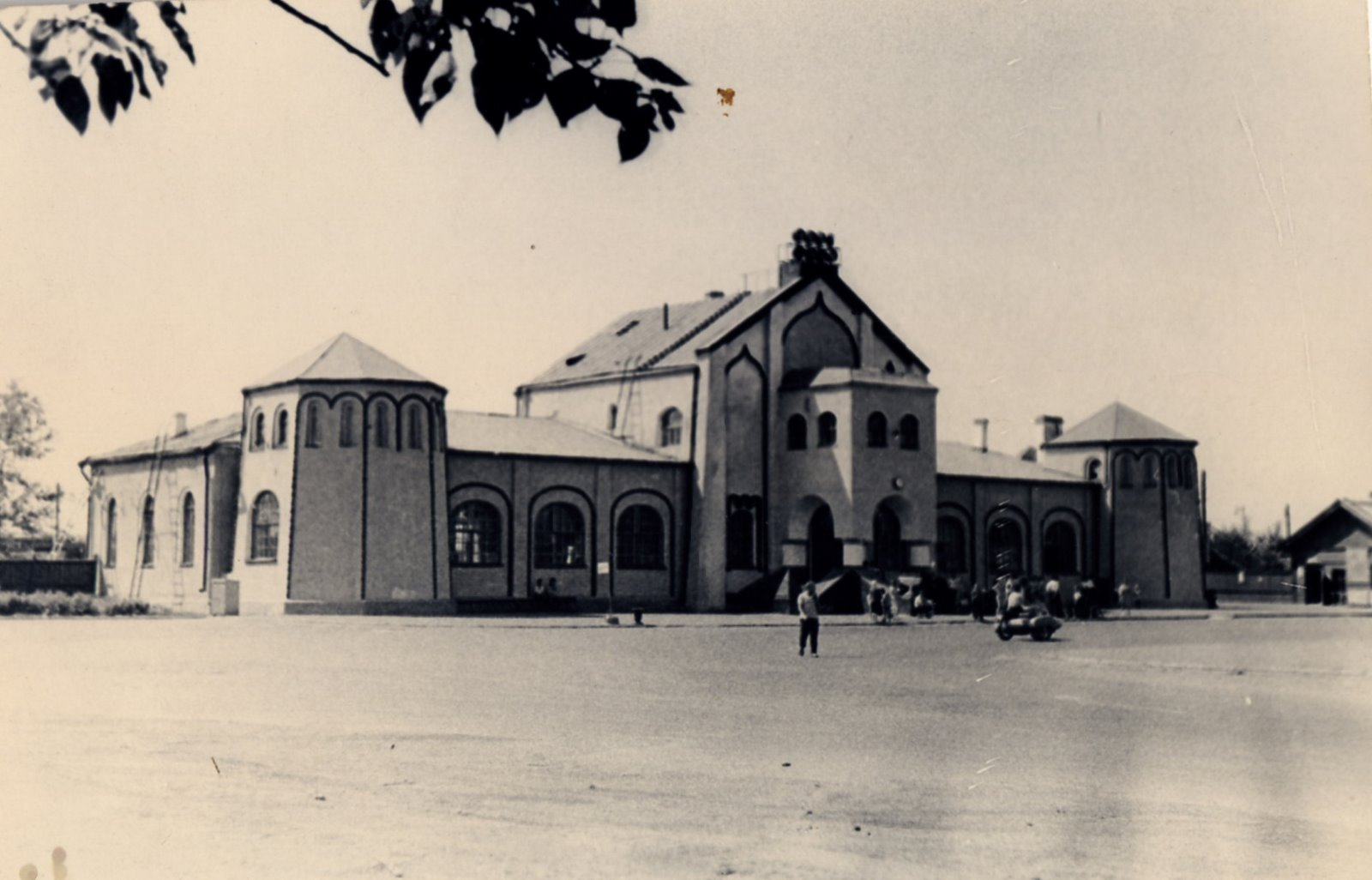
蘇聯時期的穆羅姆火車站。

## 運輸
根據亞果達與柏曼的計畫，流放者將經由托木斯克、鄂木斯克與阿欽斯克等地的中轉營送往目的地。最大的中轉營位於托木斯克，但空間仍然不夠；因此1933年4月時該營該始擴建，預計可容納15,000人。然而，4月時即有25,000名流放者被運往該營區，即便擴建工程的預定完工日期為5月1日。往目的地勞動營的水路運送亦因鄂畢河與托木河結冰而暫時停止，直至5月初河面除冰作業完成後才再度繼續。第一批到達納齊諾島的流放者多為富農、農工與來自其他俄羅斯南部城市的居民。如此龐大數量的流放者使托木斯克行政當局感到緊張，因為當局認為流放者「既飢餓，又有擴散的可能」，因此相當危險。
一班運送流放者的火車於4月30日離開莫斯科；另一班火車則於4月29日離開列寧格勒，而兩班車皆於5月10日抵達托木斯克。流放者於路途中所獲得的糧食配給為每人每日300公克的麵包。此外，流放者中的犯罪份子更會毆打其他流放者，並奪取他們的食物與衣物。由於托木斯克當局不熟悉都市流放者的習性，且認為他們會四處滋事，因此決定將他們送往最偏遠的工作地點。流放者抵達托木斯克兩日後即因當局未提供飲用水而開始騷亂；然而騷動很快便被武裝部隊制服。
5月14日，約5,000名流放者登上四艘原先用來裝運木頭的平底貨船。約有三分之一的流放者是犯罪份子，被流放的原因則多為「緩解監獄內擁擠的情況。」當時即將接管托木斯克地區勞動營的亞歷山卓-伏克霍維斯卡亞軍事管制總部（Александро-Верховская комендатура）接獲流放者將於5月5日抵達該地區的通報。然而，管理當局從未管理過都市流放者，且也沒有足夠的糧食、工具或補給品供與流放者。
流放者被關押在平底貨船的甲板下，而且如今每人每天僅能獲派200公克的麵包。約20公噸的麵粉同時被運往目的地（每人約可獲得4公斤），但貨船內並未裝載任何多餘的食物、廚具或工具。所有的管理人員，包含兩位指揮官以及50名守衛，均為新招募人員。此外，管理人員並未獲發制服或鞋子。

## 納齊諾島上的生活與死亡
四艘平底貨船於5月18日下午抵達納齊諾島。該島上的地形多為沼澤地，島長約3公里，寬約600公尺。管理人員並未以名冊記載抵達島上的確切人數，但抵達時清點出共有322名女性與4,556位男性，以及27具於路途中死亡的流放者屍體。約三分之一的流放者因營養不良等原故於抵達時甚至無法站立。5月27日時又有約1,200名流放者抵達島上。
當守衛開始分配麵粉時，流放者開始為爭奪稀缺的資源而鬥毆；守衛為控制事態而向流放者開槍。為免鬥毆事件再度發生，守衛將麵粉移往島另一端的岸上儲存，並於翌日早晨再度發配麵粉，但流放者再度鬥毆，而守衛亦再度朝流放者開火。稍後，守衛將所有流放者以每150人編為一組，並將麵粉發給組長，再由組長分派與組員。然而，獲選為組長的人通常是罪犯，而且經常濫用組長身份欺壓組員。由於缺乏烤麵包用的火爐，因此流放者僅能以河水和著麵粉食用，並因此引發痢疾。
部份流放者製做了簡易木筏試圖逃跑，但多數的木筏均因不夠堅固而崩解，導致數百名流放者喪生。守衛則搜索並射殺了其餘的逃跑者。由於該島地處偏遠，缺乏前往國內任何其他地方的交通，且島的四週均為茂密的北方針葉林，因此少數成功脫逃的流放者亦被推測於脫逃不久後即死亡。
5月21日時，三位健康官員清點出共有70位新死亡的流放者，其中5例死亡中更顯示出島上有食人行為的存在。在接下來的一個月內約有50名流放者因食人被捕。6月2日時，共856名流放者被送往納齊納河上游一處規模較小的安置地，而納齊諾島上則仍有157名患病或受傷的流放者因健康因素無法被送往其他地點。約有數百名流放者於運送路途中死亡；納齊諾島上亦有約1,500到2,000位流放者喪生，另有數百名逃跑者不知去向。在運送中存活下來的流放者發現新安置地僅有少量工具，糧食亦相當稀少，流放者間更爆發了斑疹傷寒。多數流放者在抵達新安置地後即拒絕工作。
7月初，管理當局建造了一處新的安置地，但僅有250名流放者被移往該處安置。後續約4,200名抵達托木斯克的流放者則被全數送往該安置地。根據維利奇科寫給史達林的信件，8月20日時，抵達托木斯克的6,700名流放者中僅有約2,200人生還。維利奇科的信件促使特殊委員會開始調查納齊諾島上發生的事件。10月時委員會公布調查結果，表明約2,000名流放者於島上生還，其中約半數流放者患有疾病，僅有約200至300名流放者能夠工作。

## 事件曝光
1988年，蘇聯政府推行開放政策，納齊諾事件的始末與細節才較為大眾所知。
1989年，一位目睹流放者試圖逃離納齊諾島的當地居民對公民團體表示：
他們試著逃跑。他們問我們：「鐵路在哪裡？」我們從未見過鐵路。他們繼續問道：「莫斯科在哪裡？列寧格勒在哪裡？」他們問錯人了，我們從未聽過這些地方。我們是在地人。人們飢餓地逃走。據說他們只獲得了少量的麵粉。他們混著河水將麵粉吞下肚，接著立刻腹瀉。我們真的見到這種事！到處都有人死掉；他們甚至相互殺害......島上有個名叫科西塔·凡尼科夫的年輕守衛。他當時在追求一位被送到島上的漂亮姑娘。他試着保護她。有天他得離開一陣子，於是他要求一位同僚照顧她一會兒，但是當時的流放者有數量上的優勢，那名守衛能做的實在不多......人們捉住那位女孩，將她綁在一棵楊樹上，切下她的乳房，她的肌肉，以及任何可供食用的部位，任何部位，任何部位......他們太餓了，他們要吃東西。當科西塔回來時，那女孩仍然活著。他試著救她，但她已經失血過多了。
曾參與撰寫《共產主義黑皮書》一書的法國歷史學家尼可拉斯·魏斯於2006年出版了《食人之島》一書，講述納齊諾事件。該書於2007年被翻譯為英文。2007年，與該書同名的紀錄片《食人之島》（L'île aux Cannibales）亦拍攝完成，同樣講述納齊諾事件。

## 註記
1. ↑  Werth 2007，第xviii, 181頁
2. ↑  Franchetti, Mark. . The Sunday Times. April 8, 2007  [September 29, 2009]. （原始内容存档于2007-04-10）.
3. ↑  Khlevniuk 2004，第64–67頁
4. ↑  Courtois 1999，第154–155頁
5. ↑  Werth 2007，第xvii, 195頁
6. ↑  Memorial 2002
7. 1 2  Kiernan 2007 Ch. 13
8. ↑  Werth 2007 pp. 1-12
9. ↑  Protocol of the Politburo meeting of November 15, 1932, Istochnik no. 6 (1997), p. 104; quoted in Werth 2007 p.15
10. 1 2  Werth 2007 pp. 15-22
11. ↑  Werth 2007 pp. 86-92
12. ↑  Werth 2007 pp. 102-120
13. ↑  Werth 2007 pp. 121-125
14. ↑  Werth 2007 pp. 121-129
15. ↑  Werth 2007 pp. 127-130, 146
16. 1 2  Werth 2007 pp. 130-137
17. ↑  Werth 2007 pp. 138-153
18. ↑  Werth 2007 pp. 154-170
19. ↑  Barysheva, A.I. . Memorial. November 18, 1988  [September 29, 2009]. （原始内容存档于2021-02-24）.
20. ↑  translated in Werth 2007，第xiv頁
21. ↑  互联网电影数据库（IMDb）上《Cannibal Island》的资料（英文）